# Orobanche lavandulacea
Orobanche lavandulacea là loài thực vật có hoa thuộc họ Cỏ chổi. Loài này được Rchb. mô tả khoa học đầu tiên năm 1829.

## Hình ảnh

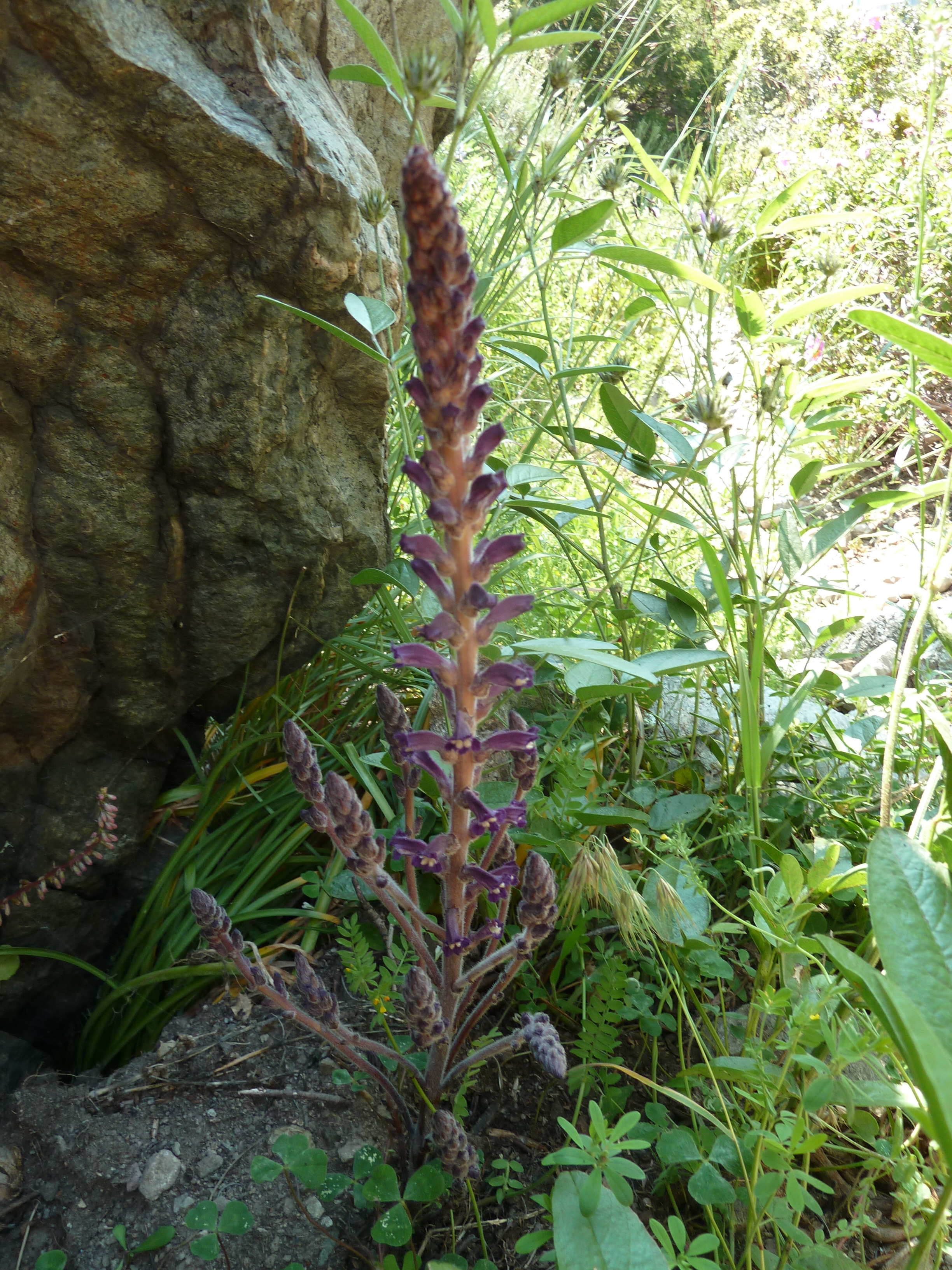